# Julian Okwara
Julian Okwara (Londra, 27 dicembre 1997) è un giocatore di football americano nigeriano che milita nel ruolo di defensive end per gli Arizona Cardinals della National Football League (NFL).

## Carriera

### Detroit Lions
Al college Okwara giocò a football a Notre Dame dal 2016 al 2019. Fu scelto nel corso del terzo giro (67º assoluto) dai Detroit Lions nel Draft NFL 2020. Nella sua stagione da rookie disputò 6 partite, nessuna delle quali come titolare, mettendo a segno 3 tackle.

### Philadelphia Eagles
Okwara firmò con i Philadelphia Eagles il 14 febbraio 2024. Fu svincolato il 26 agosto.

### Arizona Cardinals
Il 28 agosto 2024 Okwara firmò con la squadra di allenamento degli Arizona Cardinals. Fu promosso nel roster attivo l'11 settembre.

## Vita privata
Il fratello, Romeo Okwara, gioca nei Detroit Lions.